# Javier Mendez (entrenador de artes marciales)
Javier Méndez (nacido el 18 de septiembre de 1970) es un entrenador de artes marciales mixtas (MMA) mexicano-estadounidense y fundador del gimnasio de MMA American Kickboxing Academy (AKA). Es un ex dos veces campeón mundial de kickboxing ISKA con un récord de kickboxing de 23-2. Es mejor conocido por entrenar a varios campeones mundiales de MMA.

## Biografía
Javier Méndez nació en México y se mudó a los Estados Unidos con su familia a la edad de 6 años. Se crio en San José, California y asistió a la escuela secundaria Andrew Hill. Su padre gastó la mayor parte de su dinero en alcohol y juegos de azar y le dijo a Méndez que nunca llegaría a nada que le motivara a alcanzar el éxito. Como la mayoría de sus compañeros de su generación, Méndez creció admirando al fallecido Bruce Lee. Méndez comenzó a entrenar en artes marciales en 1978, estudiando la disciplina de Tang Soo Do. De allí, pasó al West Coast Tae Kwon Do y se entrenó con Scott Coker (ex director ejecutivo de Strikeforce y actual presidente de Bellator MMA). Méndez comenzó su carrera en kickboxing en 1985 y poco después estableció la American Kickboxing Academy (AKA), donde llevó a cabo sesiones de entrenamiento con un pequeño grupo de estudiantes. Después de abrirse camino en las filas del kickboxing, Méndez ganó su primer campeonato mundial en 1992 cuando se convirtió en el campeón de peso crucero ligero de ISKA. En 1995, Méndez derrotó a Conrad Pla (fundador de Tristar Gym ) por decisión dividida para ganar el campeonato vacante de peso semipesado de ISKA. 
En 1996, Méndez estuvo expuesto a las artes marciales mixtas (MMA), cuando el luchador local de UFC Brian Johnston buscó a Méndez para que lo ayudara a mejorar su habilidad en kickboxing. Esa exposición llevó a que otros peleadores buscaran a Méndez mientras él aprovechaba la creciente popularidad de las MMA. En el futuro, Méndez dejó de competir profesionalmente como luchador para convertirse en entrenador de MMA a tiempo completo. Méndez entrenaría a su primer campeón de UFC en 1997, cuando Frank Shamrock se unió a AKA. Méndez sería su entrenador hasta 2003, donde durante ese período Shamrock se convirtió en el primer campeón de peso semipesado de UFC y se mantuvo invicto.
Debido a que se enteró de esta asociación tan exitosa, B.J. Penn se unió a AKA en 2001 en preparación para su debut en la carrera de MMA y finalmente se convertiría en campeón de UFC en las divisiones de peso ligero y peso wélter.
En 2015, Méndez se convirtió en el único entrenador en tener 3 campeones de UFC simultáneos (Caín Velásquez en peso pesado, Daniel Cormier en peso semipesado y Luke Rockhold en peso mediano).
En noviembre de 2022, Méndez entrenó a Usman Nurmagomedov para convertirlo en campeón de peso ligero de Bellator.
En enero de 2023, MMAjunkie.com premió a Méndez y Khabib Nurmagomedov como entrenadores del año 2022.

## Luchadores notables entrenados

### Artes marciales mixtas
- Frank Shamrock[9] (anterior UFC Ligero Heavyweight Campeón, anterior Strikeforce Middleweight Campeón, anterior WEC Ligero Heavyweight Campeón, Rey Interino de Pancrase)
- Maurice Smith (anterior UFC Heavyweight Campeón)
- B.J. Penn (anterior UFC Campeón Ligero y UFC Welterweight Campeón)[3]
- Cung Le (Anterior Strikeforce Middleweight Campeón)[10]
- Caín Velásquez (Anterior dos tiempo UFC Heavyweight campeón)[11]
- Daniel Cormier (anterior UFC Heavyweight Campeón, anterior UFC Ligero Heavyweight Campeón, anterior Strikeforce Heavyweight Magnífico Prix Campeón)[12]
- Luke Rockhold (anterior UFC Middleweight Campeón, anterior Strikeforce Middleweight Campeón)[13]
- Josh Thomson (anterior Strikeforce Campeón Ligero)
- Khabib Nurmagomedov (Anterior UFC Campeón Ligero)[14]
- Islam Makhachev (Actual UFC Campeón Ligero)[15]
- Usman Nurmagomedov (Actual Bellator Campeón Ligero)

### Otros
- Herschel Walker (jugador de fútbol profesional anterior, 1982 Heisman ganador de Trofeo)[16][17]

## Premios y reconocimientos
- MMA Junkie
  - 2022 Entrenador del Año  w. Khabib Nurmagomedov[8]